# 劉虎 (後漢)
劉 虎（りゅう こ）は、中国後漢末期の武将。本貫は兗州山陽郡高平県。
荊州牧劉表の従子。劉表の指示を受け、江夏太守黄祖の下に武将として派遣される。
韓晞と共に長矛隊五千を率い、黄祖軍の先鋒を務めていたが、建安4年12月11日（200年1月13日）、孫策との戦いに敗れ、戦死した。